# Ministério Público do Estado do Amazonas
O Ministério Público do Estado do Amazonas (MP-AM) é a instância no Estado do Amazonas do Ministério Público, que tem como objetivo defender os direitos dos cidadãos e os interesses da sociedade. 